# Max-Planck-Institut für Immunbiologie und Epigenetik
Das Max-Planck-Institut für Immunbiologie und Epigenetik (MPI-IE) in Freiburg im Breisgau ist ein interdisziplinäres Forschungsinstitut der Max-Planck-Gesellschaft. Der aktuelle Forschungsrahmen des MPI-IE umfasst verschiedene Bereiche moderner Immun- und Entwicklungsbiologie, hierzu gehört der evolutionäre Ursprung des Immunsystems, die Entwicklung lymphoider Organe, Signalprozesse durch Antigen-Rezeptor Komplexe, Wirt/Pathogen-Interaktionen, entwicklungsbiologische Signalwege, die Regulation der Genexpression und der Chromatinstruktur, Zell-Zell-Interaktionen und die Zelldifferenzierung. Diese Forschung soll dazu beitragen, die Mechanismen der Bildung und der Funktion des Immunsystems und anderer biologischer Strukturen aufzuklären. Die Gründung erfolgte 1961.

## Name und Struktur
Zum 1. Dezember 2010 wurde der Name des Instituts um die Epigenetik erweitert, die seit 2006 ein wichtiger Forschungsschwerpunkt am Institut ist und deren Verbindung zur Immunbiologie nach außen hin sichtbar gemacht werden sollte.
Direktoren am Institut sind (Stand Juni 2022): Asifa Akhtar (Chromatinregulation), Thomas Boehm (Entwicklung des Immunsystems), Ibrahim Cissé (Biologische Physik), Nicola Iovino (Entwicklungsepigenetik), Thomas Jenuwein (Epigenetik). Insgesamt besteht das Institut aus 11 unabhängigen Forschungsgruppen mit in der Summe 310 Mitarbeitern. Auswärtiges Wissenschaftliches Mitglied des Instituts ist Michael Reth, der im Hauptamt Professor an der Universität Freiburg ist.

## Wissenschaftliche Einrichtungen
Das Institut beherbergt zentrale wissenschaftliche Einrichtungen für:
- Bioinformatik
- Durchflusszytometrie und DNA-Sequenzierung
- Lichtmikroskopie
- Massenspektrometrie (Metabolomik & Proteomik)
- DNA-Tiefensequenzierung
- Transgenetik

## Ehemalige Direktorinnen und Direktoren
- Otto Westphal (1961–1982)
- Herbert Fischer (1964–1981)
- Otto Lüderitz (1965–1988)
- Klaus Eichmann (1981–2004)
- Georges F. Köhler (1984–1995)
- Davor Solter (1991–2006)
- Rolf Kemler (1992–2013)
- Rudolf Grosschedl (2004–2020)
- Erika L. Pearce (2015–2020)

## International Max Planck Research School (IMPRS)
Das Institut betreibt gemeinsam mit der Albert-Ludwigs-Universität Freiburg die International Max Planck Research School for Immunobiology, Epigenetics, and Metabolism. Eine IMPRS ist ein englischsprachiges Doktorandenprogramm, das eine strukturierte Promotion erlaubt.